# Џесуп (Џорџија)
Џесуп (Џорџија) (енгл. Jesup) град је у америчкој савезној држави Џорџија. По попису становништва из 2010. у њему је живело 10.214 становника.

## Демографија
Према попису становништва из 2010. у граду је живело 10.214 становника, што је 935 (10,1%) становника више него 2000. године.
| Група             | 2000.         | 2010.         |
| Белци             | 4.641 (50,0%) | 4.926 (48,2%) |
| Афроамериканци    | 3.889 (41,9%) | 4.094 (40,1%) |
| Азијати           | 65 (0,7%)     | 91 (0,9%)     |
| Хиспаноамериканци | 665 (7,2%)    | 937 (9,2%)    |
| Укупно            | 9.279         | 10.214        |